# Альтенвёрт
Альтенвёрт (нем. Altenwörth) — посёлок в общине Кирхберг-ам-Ваграм округа Тульн федеральной земли Нижняя Австрия. Наиболее известен по построенной в 1970-х годах близ него ГЭС Альтенвёрт.
Находится на северном берегу старого русла Дуная — после строительства ГЭС новое русло пролегает южнее.